# Dennis Padilla
Dennis Padilla, pseudonimo di Dennis Esteban Dominguez Baldivia (Caloocan, 9 febbraio 1962), è un attore, comico e regista filippino.

## Biografia
Figlio dell'attore Dencio Padilla e della moglie Catalina Dominguez, nasce a Caloocan il 9 febbraio 1962. Qui frequenta la Notre Dame High School of Manila per poi studiare scienze politiche presso l'Università di Santo Tomás.
Raggiunta la celebrità già come attore bambino per la sua interpretazione in alcuni film di Fernando Poe Jr. – con cui il padre Dencio aveva stretto un proficuo sodalizio artistico e personale –, da adolescente accantona temporaneamente la carriera da attore per focalizzarsi sugli studi, per volontà del padre. Terminati gli studi, ritorna sul grande schermo nel 1984 come comparsa in No Retreat... No Surrender... Si Kumander, scelto all'ultimo momento dal regista Pablo Santiago per far fronte all'improvvisa assenza sul set del figurante originale. Proprio sul set del film conosce l'attore e cantante Randy Santiago, figlio di Pablo, con cui intraprenderà una forte amicizia e grazie al quale ottiene un ruolo nel varietà televisivo di GMA Network Lunch Date tra il 1991 e il 1993. Molto presto è notato dal presidente della Viva Entertainment Vic del Rosario, che lo vuole all'interno della nota casa cinematografica filippina. Il passaggio alla Viva Films segna per Padilla l'inizio di una fortunata serie di pellicole, che contribuiscono a renderlo tra i più noti esponenti del cinema comico locale durante gli anni novanta.   

## Vita personale
Baldivia è stato talvolta soggetto di critiche riguardo al suo stile di vita, in particolare in merito alla sua disinvolta libertà nelle storie d'amore, nei matrimoni e nelle convivenze.
Ha sposato in prime nozze Monina Gatus, figlia del produttore cinematografico Emmanuel Gatus. La coppia ha avuto due figli, Diane e Luis.
Tra il 1996 e il 2007 è stato sposato con Marjorie Barretto, sorella delle attrici Gretchen e Claudine, con la quale ha tre figli: Julia, Claudia e Leon Marcux. Julia e Claudia sono anch'esse entrate nel mondo dell'intrattenimento, rispettivamente come attrice e cantante.
Dal 2008 è legato sentimentalmente a Linda Gorton, con la quale ha due figli, Gavin e Maddie.

## Filmografia parziale

### Attore

#### Cinema
- Asedillo, regia di Celso Ad. Castillo (1971)
- Taray at Teroy, regia di Pablo Santiago (1988)
- Humanap Ka Ng Panget, regia di Ben Feleo (1990)
- Darna, regia di Joel Lamangan (1991)
- Mandurugas, regia di Eddie Rodriguez (1992)
- Alabang Girls, regia di Ben Feleo (1992)
- Mahirap maging pogi, regia di Ben Feleo (1992)
- Astig, regia di Jun Aristorenas (1993)
- Kalabog en Bosyo, regia di Ben Feleo (1993)
- Si Mokong, si Astig, at si Gamol, regia di Jun Aristorenas (1997)
- Ang tanging ina, regia di Wenn Deramas (2003)
- D' Anothers, regia di Joyce Bernal (2005)
- Noy, regia di Dondon Santos (2010)
- Manila Kingpin: The Asiong Salonga Story, regia di Tikoy Aguiluz (2011)
- El Presidente, regia di Mark Meily (2012)
- Sa ngalan ng ama, ina, at mga anak, regia di Eriberto Villarin Jr. (2014)
- The Amazing Praybeyt Benjamin, regia di Wenn Deramas (2014)
- Sanggano, sanggago't sanggwapo, regia di Al Tantay (2019)
- Pakboys Takusa, regia di Al Tantay (2020)
- Sanggano, sanggago't sanggwapo 2: Aussie! Aussie! (O sige), regia di Al Tantay (2021)

#### Televisione
- Ang Probinsyano – serie TV (2015-2018)
- Kung pwede lang – miniserie TV (2021)

### Regista
- The Barker (2017)